# Yousuf Karsh
Yousuf Karsh, właśc. Howsep Karshian (ur. 23 grudnia 1908 w Mardin, zm. 13 lipca 2002 w Bostonie) – kanadyjski fotograf ormiańskiego pochodzenia. Specjalizował się w portretach. Zasłynął zdjęciami Winstona Churchilla (The Roaring Lion, 1941) i Ernesta Hemingwaya (1957).

## Galeria

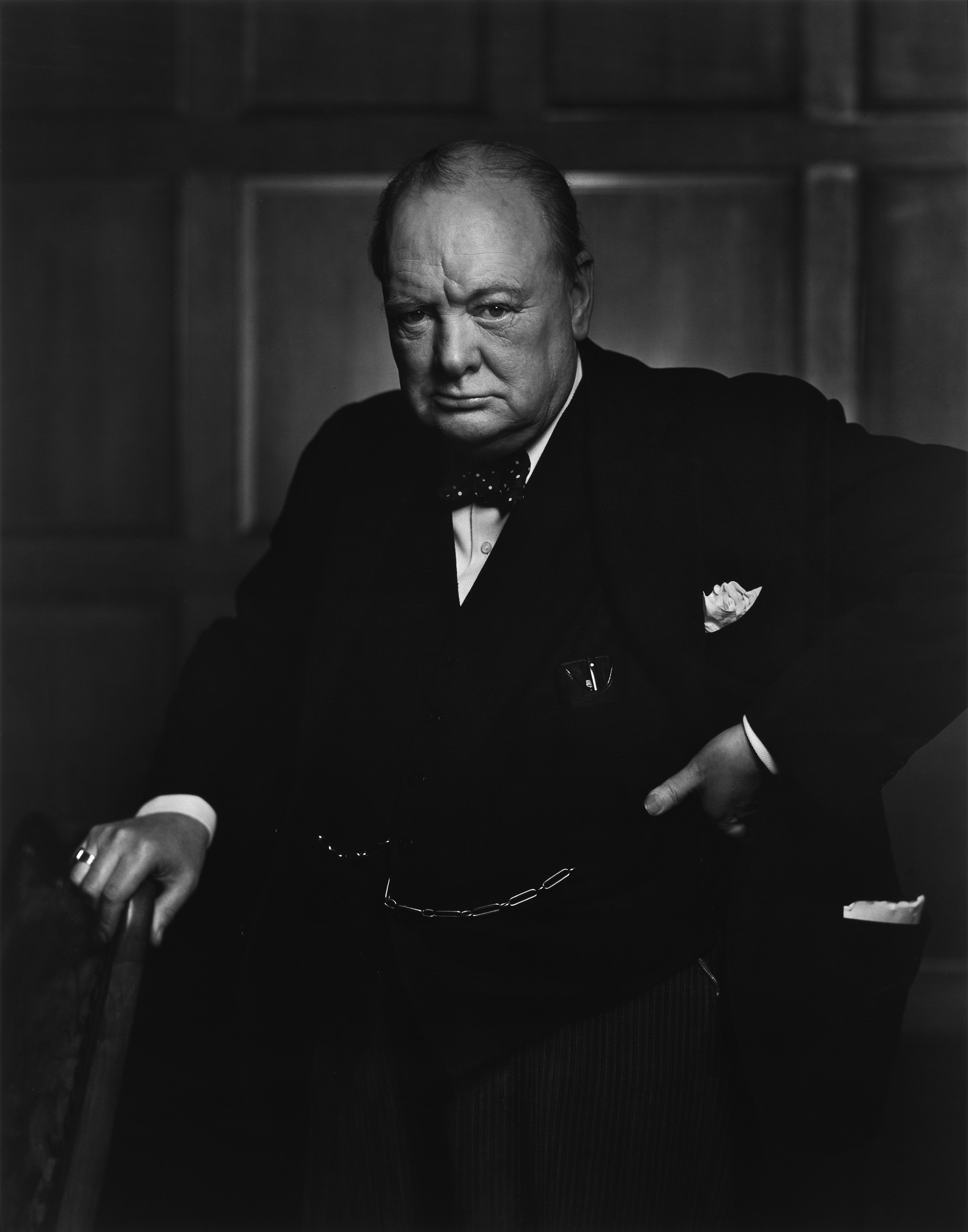
Winston Churchill, The Roaring Lion
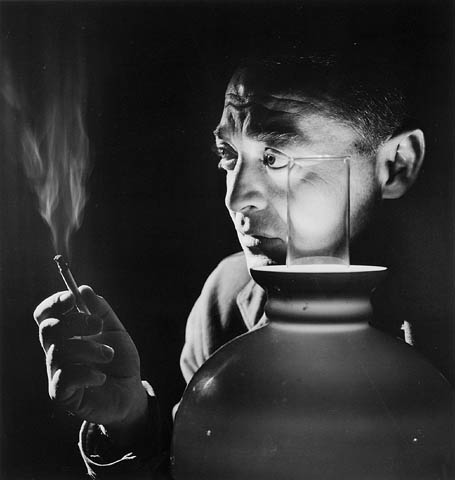
Peter Lorre
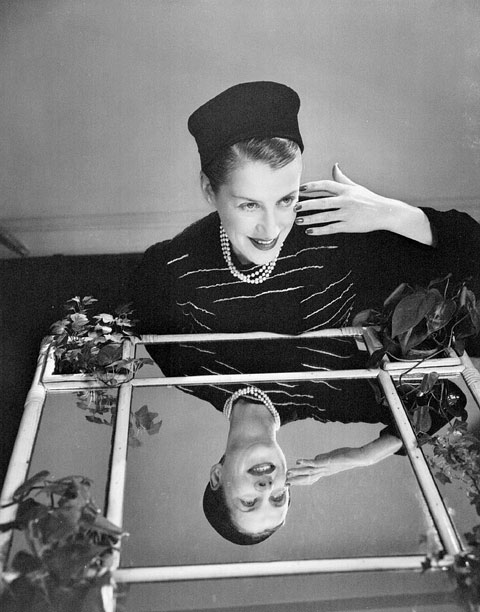
Beatrice Lillie
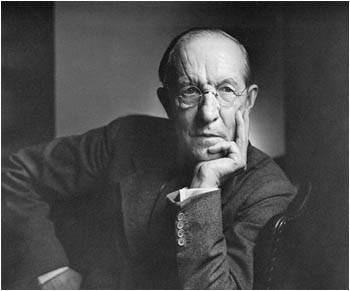
Duncan Campbell Scott
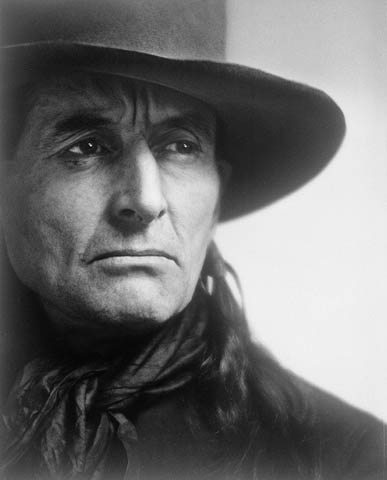
Grey Owl
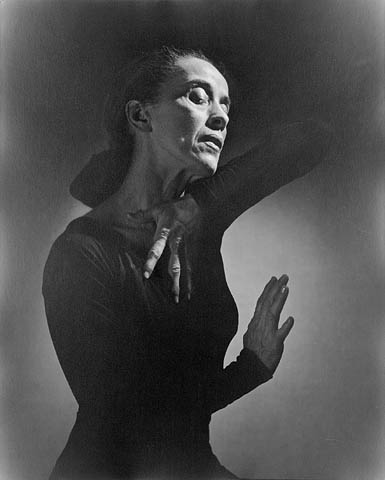
Martha Graham 1948.
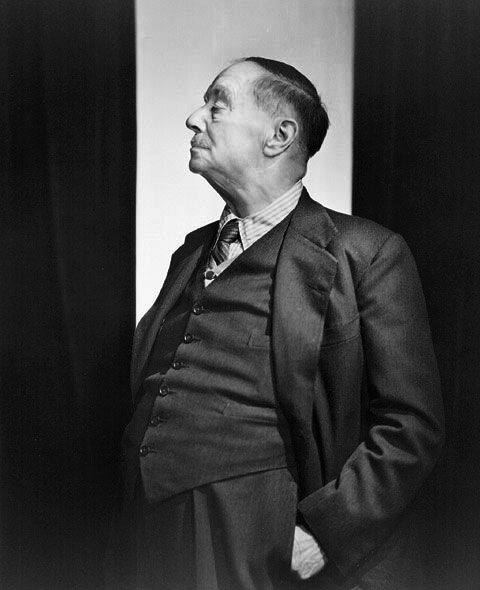
H.G. Wells 1943.
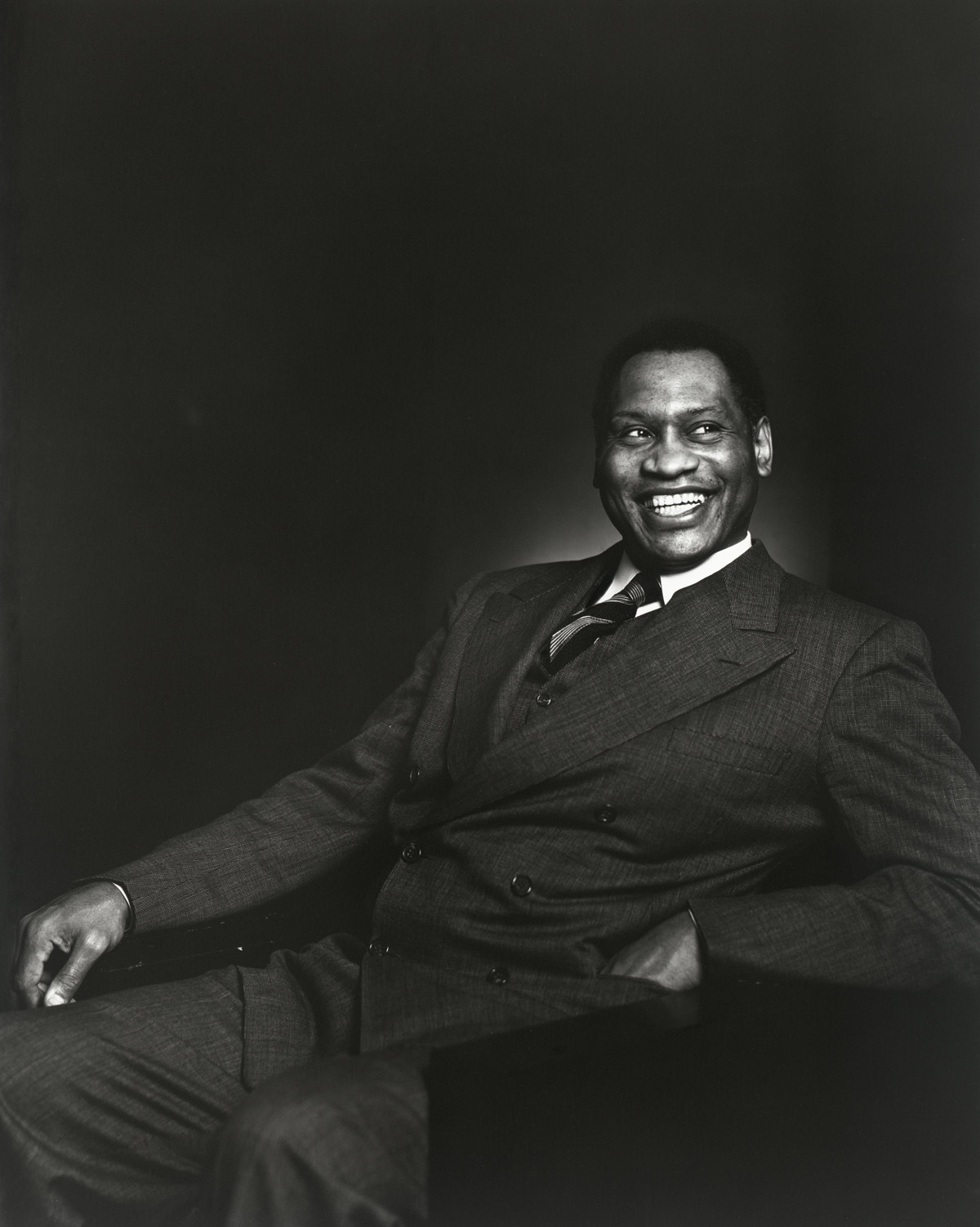
Paul Robeson